# Kirchdorf an der Krems
Pour les articles homonymes, voir Kirchdorf.
Kirchdorf an der Krems est une ville autrichienne du district de Kirchdorf an der Krems en Haute-Autriche.

## Personnalités
- Alexander Huemer (1972-), peintre autrichien, est né à Kirchdorf an der Krems.
- Reinhard Kaiser-Mühlecker (1982-), écrivain.